# Ingotia scintillans
Ingotia scintillans is een zachte koraalsoort uit de familie Xeniidae. De koraalsoort komt uit het geslacht Ingotia. Ingotia scintillans werd in 1910 voor het eerst wetenschappelijk beschreven door Thomson & Mackinnon. 